# کوشک (مرودشت)
کوشک (مرودشت)، روستایی از توابع بخش مرکزی شهرستان مرودشت در استان فارس ایران است.

## جمعیت
این روستا در دهستان کناره قرار دارد و براساس سرشماری مرکز آمار ایران در سال ۱۳۸۵، جمعیت آن ۳٬۰۳۵ نفر (۷۳۷خانوار) بوده‌است.